# Клерк, Тереза
Тереза Клерк (9 декабря 1927[…], XVIII округ Парижа — 16 февраля 2016, Монтрёй) — французская воинствующая феминистка, действовавшая в основном в городе Монтрёй. Член Движения за свободу абортов и контроля над рождаемостью (Mouvement pour la liberté de l’avortement et de la contraception, MLAC), проводила подпольные аборты для женщин, находящихся в затруднительном положении, в своей маленькой квартире в Монтрёе вплоть до 1975 года, когда аборты были легализованы в соответствии с Законом Вейль. В 2000 году она основала Maison des Femmes, культурный, социальный и феминистский центр для женщин, ставших жертвами насилия, позже переименованный в Maison Thérèse Clerc. В течение многих лет Клерк боролась за создание дома для пожилых женщин в Монтрёе, и в 2013 году ей наконец удалось основать Maison des Babayagas («дом баб-яг»).

## Биография
Родилась 9 декабря 1927 года в семье среднего класса в пригороде Парижа Баньоле, где её отец работал в букмекерской компании. Начав заниматься изготовлением шляп, в 20 лет она вышла замуж за предпринимателя по промышленной уборке, Клода. Стала домохозяйкой с четырьмя детьми. Будучи католичкой, продавала еженедельник под названием «Témoignage chrétien» и встречалась со священниками, вернувшимися с военной службы в Алжире. Согласно её собственным словам, «Я встретила Маркса в церкви на улице Шаронн». Однако позиция церкви в адрес женщин оттолкнула её, хотя в конце жизни она признала себя скорее агностиком, чем атеисткой, даже, может быть, верующей.
В 1960-х Тереза работала кассиршей в универмаге. Она принимала участие в демонстрациях против войн в Индокитае и Алжире и стала активисткой в пользу легализации абортов в качестве члена MLAC. Разведясь в 1969 году, она купила небольшую квартиру в Монтрёе, где до 1975 года делала подпольные аборты.
В 2000 году Клерк основала в Монтрёе Maison des Femmes, призванный помочь женщинам, столкнувшимся с насилием, вернуться к нормальной жизни. В 2007 году она основала самоуправляемый дом престарелых. Maison des Babayagas предоставлял услуги пожилым женщинам, побуждая их жить вместе свободно и конструктивно. Кроме того, утверждая, что учиться никогда не поздно, она основала университет для пожилых людей. Открытый для всех, её Université des Savoirs sur la Vieillesse (UNISAVIE) был первым в своем роде.
В 2008 году в присутствии Симоны Вейль она была удостоена ордена Почётного легиона (ранее, в 2003 году, она отказалась принять его).
В 2012 году, в 84 года, снялась в фильме «Невидимые», в том числе обнажённой.
Тереза Клерк умерла в Монтрёе от рака 16 февраля 2016 г.